# Luis López Dóriga
José López Dóriga fou un polític valencià, diputat a les Corts Espanyoles durant la restauració borbònica. Propietari agrícola, formava part de la secció partidària d'Antoni Maura i Montaner del Partit Liberal Conservador. Amb aquest partit fou elegit diputat pel districte valencià de la Vila Joiosa a les eleccions generals espanyoles de 1919. A les eleccions de 1920 seria derrotat per José Jorro Miranda.